# Марта Станя
Марта Станя (латис. Marta Staņa; 4 січня 1913 — 17 січня 1972) — латвійська архітекторка, дизайнерка меблів та інтер'єру.

## Життя і кар'єра
Марта Станя народилася в Єрценській волості Валкського повіту Ліфляндської губернії Російської імперії (нині Стренчський край Латвії).
У 1945 році закінчила архітектурний факультет Латвійського державного університету. До 1950 року була асистенткою засновника латвійського функціоналізму, професора факультету архітектури Латвійського університету Ернеста Шталбергса. Разом з іншими захисниками модернізму в боротьбі проти ретроспективної сталінської архітектури була змушена покинути університет. Так вона знайшла роботу, яка менше контролювалася партійними функціонерами — в риболовецькому колгоспі Звейніекціемс, де за її проектами були побудовані будинок культури, середня школа та житлові будинки.
Марта Станя працювала викладачкою Ризької середньої школи декоративно-прикладного мистецтва (1953—1959) та Латвійської державної академії мистецтв (1958—1971), де була однією із засновниць відділення інтер'єру. Разом із художницею по текстилю Ерною Рубене створила безліч інтер'єрних і меблевих ансамблів. Працювала архітекторкою у проектному інституті «Містопроект» (1960—1969) та Юрмальському відділенні проектного інституту «Комуналпроект» (з 1969).
Конкурс на проект театру «Дайлес» був оголошений у 1959 році. Всього було представлено 25 проектів, серед яких найкращою була визнана робота Марти Станя. Для того часу це був доволі сучасний, свіжий і незвичайний проект. На тлі стандартної забудови 1950-1960-х років ця лаконічна сувора будівля, що складається з декількох геометричних об'ємів, кожен з яких відповідає певній функції (фоє, зал для глядачів та ін.), виглядала дивовижно новаторською. Для будівлі характерне послідовне, функціонально диференційоване розташування об'ємів і просторі суміщені приміщення. Його головний фасад утворений заскленим фоє вздовж вулиці Брівібас. Над ним — акцент торцевої стіни залу для глядачів, логотип театру роботи скульптора Оярса Фелдбергса. На просторі театральної площі світлі поверхні бетону і скла контрастують з касовим вестибюлем з темної цегли. В цілому будівлі властива естетика брутальності. Театр «Дайлес» став самим значним проектом в житті архітекторки, хоча закінчення будівельних робіт у 1976 році вона, на жаль, не дочекалася.

Кінотеатр «Спартак», Рига

Її проектам були притаманні функціональна ясність і чистота форми з певним впливом популярного в ті роки брутального стилю. Так, в обробці фасаду житлового будинку на вулиці Брівібас, 313 у Ризі було досягнуто високого естетичного рівня завдяки застосуванню алюмінію і кольорового стемаліта. У внутрішньому плануванні будинку, вперше в післявоєнній практиці латвійської архітектури, були запроектовані світлі передпокої.
Марта Станя була авторкою проектів численних приватних будинків і дач в різних містах та курортах Латвії, а також проектів меблів та оформлення інтер'єру.
Була членкинею Спілки архітекторів Латвійської РСР з 1946 року.
Померла в Ризі 17 січня 1972 року.

Марка присвячена Марті Станя (випущена у 2015 році)

Пам'яті архітекторки був присвячений документальний фільм Латвійського телебачення «Архітекторка Марта Станя» (режисер Даце Слагуне, авторка сценарію Віта Банга, 2004). У 2005 році в Латвійському музеї архітектури пройшла персональна виставка «Марта Станя. Романтик модернізму». У 2010 році виставка «За завісою. Архітекторка Марта Станя» (кураторка Ієва Зібарте) отримала Гран-прі щорічного Латвійського огляду архітектури за актуалізацію спадщини післявоєнного модернізму і своєчасну подачу історичного матеріалу. У 2015 році пошта Латвії випустила в обіг три марки в рамках серії «100 років Республіці», які були присвячені видатним латиським архітекторам, і одна з них — Марті Станя.

## Вибрані проекти
- Будівля театру «Дайлес», Рига (арх. Марта Станя, Імантс Якобсонс, Харалдс Кандерс, 1959—1976)
- Житловий будинок на вулиці Брівібас, 313, Рига (арх. Марта Станя, Імантс Якобсонс, Харалдс Кандерс, 1970)
- Кінотеатр «Спартак», Рига (1969)
- Будинок культури, середня школа і багатоповерхові житлові будинки, Звейніекціемс (1955—1959)
- Школа, Енгуре (1964)